# Anselm Aldenhoven

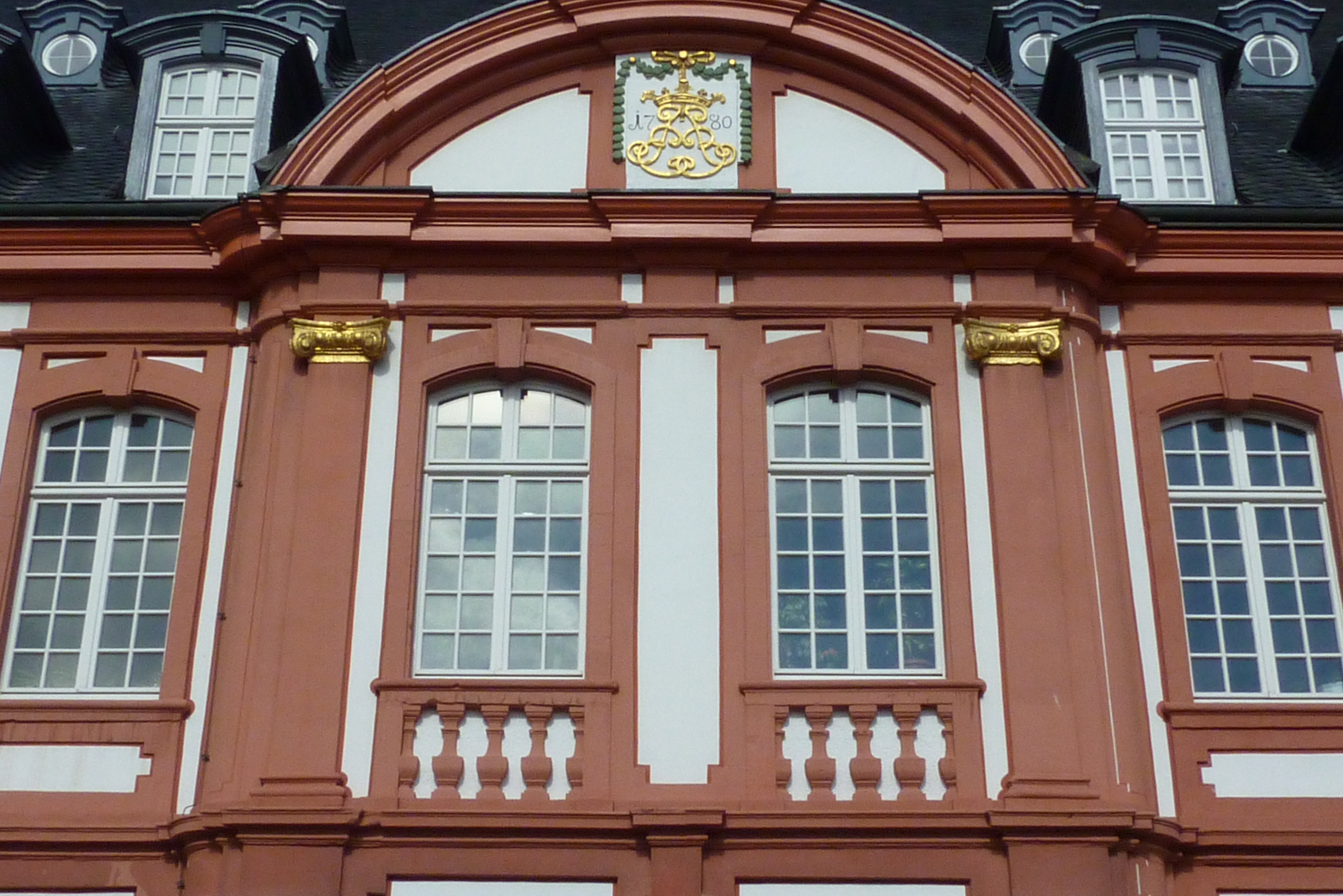
Nordflügel der Prälatur, im Giebelfeld des Mittelrisalits befindet sich das Monogramm von Anselm Aldenhoven und die Jahreszahl 1780

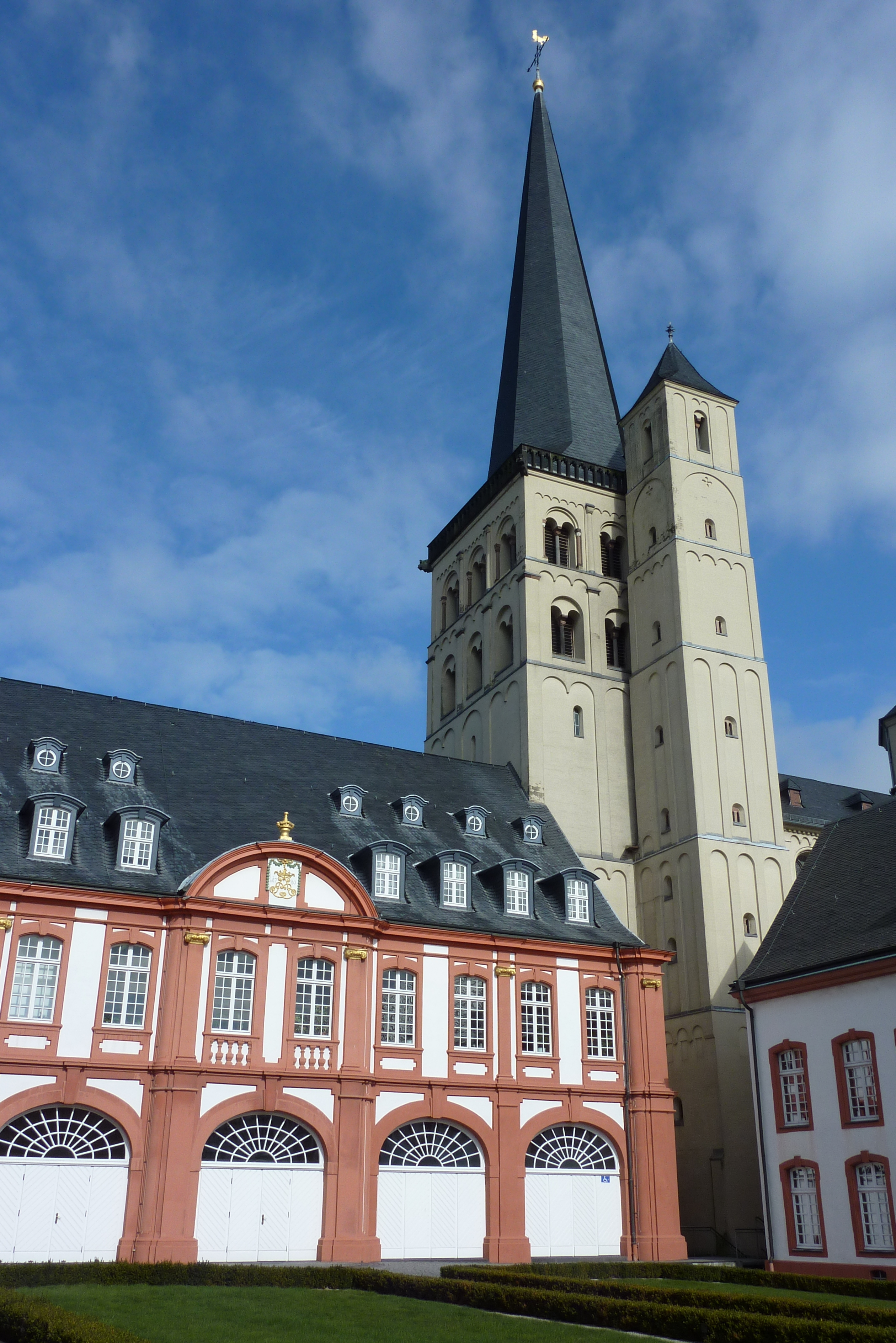
Blick auf den Nordflügel der Prälatur mit Abteikirche

Anselm Aldenhoven OSB (* 8. September 1732 in Warth; † 15. Juni 1810 in Köln) war der letzte Abt (1778–1802) der Abtei Brauweiler.

## Familie
Anselm Aldenhoven war der Sohn des Beamten Adolf Heinrich Aldenhoven und der Maria Katharina geborene Päffgen, vermutlich die Tochter des Zonser Bürgermeisters Johannes Päffgen.
Sein Neffe war der letzte Vogt zu Odenkirchen Christian Joseph Aldenhoven, der mit Benedicta Maria Christina Josepha Bouget verheiratet war und deren Trauung durch Aldenhoven in seiner Hauskapelle im Kloster Brauweiler am 3. Juli 1793 vollzogen wurde.

## Leben
Anselm Aldenhoven, getauft auf den Namen Johann Nikolaus, trat am 1. November 1751 in die Benediktinerabtei Brauweiler ein, wo er ein Jahr später die Ordensgelübde ablegte und den Ordensnamen Anselm annahm. Am 3. April 1756 wurde er zum Priester geweiht.
In den Jahren 1748 und 1755 war er an der theologischen Fakultät der Universität zu Köln immatrikuliert. In den ersten Jahren nach seiner Priesterweihe war er für die Abtei in Klotten und danach bei den Weingütern des Klosters im Rheingau tätig. Im Mai 1770 war Aldenhoven mit dem Abt Amandus beim Generalkapitel der Bursfelder Kongregation in der Abtei Maria Laach. Als Vertrauter des Abts wurde er nach und nach mit den Rechtsgeschäften und wirtschaftlichen Verhältnissen der Abtei vertraut. Vor seiner Abtswahl, am 21. Juli 1778, war er Ökonom (Verwalter) des Brauweiler Hofes in Köln. Im ersten Wahlgang wurde er vom Konvent zum 51. Abt von Brauweiler gewählt. Der Kölner Erzbischof und Kurfürst Maximilian Friedrich bestätigte die Wahl und am 16. August 1778 empfing Anselm Aldenhoven in der Kirche des Kölner Zisterzienserinnenklosters Mariengarten aus der Hand des Weihbischofs Karl Aloys von Königsegg-Aulendorf die Benediktion.
Während seiner Amtszeit wurden größere Baumaßnahmen unternommen. Unter dem Architekten Nikolaus Lauxen wurden die heute noch erhaltenen barocken Gebäude errichtet.
Nach der Aufhebung des Klosters unter den Franzosen im Jahr 1802 ging Anselm Aldenhoven nach Köln, wo der Kaufmann Laurenz Fürth ihn unterstützte. Zum 50-jährigen Priesterjubiläum im Jahre 1806 schenkten ihm seine ehemaligen Mitbrüder eine Schrift zur Geschichte der Abtei. Diese ist bis heute erhalten und wird als Altes Repertorium bezeichnet.
Aldenhoven starb am 15. Juni 1810 in Köln und wurde dort in der Jesuitenkirche St. Mariä Himmelfahrt bestattet. Sein Grab ist heute nicht mehr erhalten.